# Can't Stay Away from You
Can't Stay Away from You è un singolo della cantante statunitense di origine cubana Gloria Estefan, accreditato alla stessa Estefan e al suo ex gruppo, i Miami Sound Machine. Il brano, pubblicato nel 1987, è stato estratto dall'album Let It Loose.

## Tracce
- 7" (USA/Europa)

1. Can't Stay Away From You – 3:56
2. Let It Loose – 2:51